# 2 Reyes 6
2 Reyes 6 es el sexto capítulo de la segunda parte de los Libros de los Reyes de la Biblia hebrea o Segundo Libro de los Reyes del Antiguo Testamento de la  Biblia cristiana El libro es una compilación de varios anales que registran los actos de los reyes de Israel y Judá por un compilador deuteronómico en el siglo VII a. C. con un suplemento añadido en el siglo VI a. C. Este capítulo recoge algunos hechos milagrosos del profeta Eliseo.

## Texto
Este capítulo fue escrito originalmente en lengua hebrea y desde el siglo XVI se divide en 27 Versículos.

### Testigos textuales
Algunos de los primeros manuscritos que contienen el texto de este capítulo en hebreo pertenecen a la tradición del Texto Masorético, que incluye el Códice de El Cairo (895), el Códice de Alepo (siglo X) y el Códice Leningradensis (1008). Un fragmento que contiene una parte de este capítulo en hebreo se encontró entre los Rollos del mar Muerto, es decir, 6Q4 (6QpapKgs; 150-75 a. C.) con el Versículo 32 existente.
También existe una traducción al griego koiné conocida como Septuaginta, realizada en los últimos siglos a. C.. Los manuscritos antiguos existentes de la versión Septuaginta incluyen el Codex Vaticanus ('B; {\displaystyle {\mathfrak {G}}}B; siglo IV) y el Codex Alexandrinus (A; {\displaystyle {\mathfrak {G}}}A; siglo V).

## La cabeza de hacha recuperada (6:1-7)
El pasaje muestra cómo Eliseo ayudó a sus discípulos, incluso en algo aparentemente trivial. Los seguidores de Eliseo perdieron un hacha prestada en el agua (de ahí la obligación de pagar a su dueño por la pérdida; cf. Éxodo 22:13-14), y el profeta acudió en su ayuda utilizando «una especie de magia analógica» en el último punto del hacha, antes de dejar que el discípulo la recogiera del agua. Este episodio está ligado sintácticamente al pasaje anterior por un 'verbo inicial waw-verbo consecutivo- (en «y dijeron») y temáticamente por el énfasis similar de los 'poderes divinamente concedidos' de Eliseo, así como en su relación con el río Jordán.

### Versículo 6
Entonces el hombre de Dios dijo: «¿Dónde cayó?». Cuando le mostró el lugar, cortó un palo y lo arrojó allí e hizo flotar el hierro.
- «Lo arrojó allí»: El palo se lanza en la superficie del agua y esta declaración clara no encaja con las explicaciones intentadas de que Eliseo en realidad sostuvo un palo largo para pescar el hierro desde el fondo.[13][14]

## Eliseo captura a los arameos y posteriormente asegura su liberación (6:8-23)
La escena se traslada a un mundo político más amplio, donde las tropas arameas atacaban el territorio israelita sin obstáculos, pero con la ayuda del profeta, el ejército israelita pudo evitar caer en sus manos varias veces. El rey arameo (probablemente Ben-Hadad II; 2 Reyes 6:24) sólo podía suponer que había sido traicionado (Versículo 11), hasta que se enteró de que el rey israelita (Versículo 12, Joram) se dejó guiar por un «profeta clarividente», por lo que envió un «regimiento del ejército con caballos y carros» a Dotán (a unos 15 km al norte de Samaria) para arrestar a Eliseo.. El siervo del profeta vio con desesperación que la ciudad estaba completamente rodeada, sin embargo, Eliseo podía véase un ejército celestial con caballos y carros de fuego (versículo 17) custodiándolo (en referencia al título arcaico de Eliseo: 'carros de Israel y sus jinetes [mejor: caballos]', 2 Reyes 13:14).
No hubo batalla con los arameos, porque Dios 'los golpeó con ceguera' (versículo 18), para que Eliseo pudiera burlarse de que el que ellos buscaban (que es el profeta mismo) no estaba allí, y los condujo a su trampa, justo en medio de la fuertemente fortificada ciudad real de Samaria, donde los arameos estaban ahora completamente rodeados sin escapatoria (versículos 19-23). Sin embargo, Eliseo impidió que el rey (que respetuosamente llamó al profeta 'padre'; cf. 2 Reyes 13:14) simplemente matara a los prisioneros indefensos, y en su lugar alimentara y liberara a los arameos (versículos 21-22); un acto humano que podría ayudar a reducir las tensiones y enemistades en ese momento (versículo 23). Inicialmente, la narración se refiere a Eliseo como «el hombre de Dios» y sólo más tarde emplea su nombre, haciendo hincapié en que el profeta es realmente el hombre de Dios.

### Versículo 17
Y Eliseo oró, y dijo: «Señor, te ruego, abre sus ojos para que pueda ver». Entonces el Señor abrió los ojos del joven, y vio. Y he aquí, la montaña estaba llena de caballos y carros de fuego alrededor de Eliseo. 
- «Caballos y carros de fuego»: Así como carros y caballos de fuego separaban a Elías de Eliseo (2 Reyes 2:12), ahora una apariencia similar rodea y protege a Eliseo.[19]

## Ben-Hadad sitia Samaria(6:24-33)
A pesar del gesto amable de 2 Reyes 6:23, los arameos que ya no hacían incursiones de saqueo por el país, ahora asediaban directamente la capital, Samaria. Tal asedio en la antigüedad podía durar meses, incluso años, para literalmente matar de hambre a la gente de la ciudad (cf. 2 Reyes 17:5; 25:1-2). El atacante es identificado como Ben-Hadad II a quien Ajab liberó tontamente en tiempos de Elías (1 Reyes 20), más tarde causó la muerte de Ajab (1 Reyes 22) y ahora amenazaba al hijo de Ajab, Joram, ya que este informe aparecía dentro de su informe regio en 2 Reyes 3:1-8:15).
La narración muestra la situación cada vez más desesperada: los alimentos de mala calidad y el combustible se volvieron extremadamente caros (versículo 25), el hambre voraz llevó a la gente al canibalismo (versículos 26-29, cf. también Lamentaciones 2:20; 4:10), el rey estaba completamente impotente y profundamente abatido (versículos 27, 30). Por fin, se menciona al profeta Eliseo, no como posible ayudante, sino como enemigo del rey (versículos 31-32), porque aparentemente el profeta había alentado la resistencia al enemigo y la confianza en YHWH, y ahora la paciencia del rey había llegado a su fin y envió mensajeros para arrestar a Eliseo (versículo 33). La ubicación de la casa de Eliseo fue presumiblemente en Samaria, no en Dotán, ya que Samaria estaba bajo asedio. La presencia de algunos ancianos en la casa de Eliseo indica una sesión de consulta con respecto a los oráculos de YHWH (cf. Ezequiel 8:1). Eliseo llamó al rey como «este hijo de un asesino», probablemente recordando los actos de Acab, el padre del actual rey Joram, en el asesinato de los hijos de los profetas (1 Reyes 18).

### Versículo 25
Y hubo gran hambre en Samaria, mientras la sitiaban, hasta que la cabeza de un asno se vendía por ochenta siclos de plata, y la cuarta parte de un kab de estiércol de paloma por cinco siclos de plata.'
- «80 siclos de plata»: eran aproximadamente 2 libras, o 920 gramos.[24] Un «siclo» era aproximadamente 0,4 onzas u 11 gramos.[25]
- «Kab»: era alrededor de 1 cuarto de galón o 1 litro.[25] Probablemente también alrededor de 0,25 libras o 100 gramos.[26]
- «5 siclos de plata»: aproximadamente 2 onzas o 58 gramos.[27]